# Williamsburg (Kentucky)
Williamsburg város az Amerikai Egyesült Államok Kentucky államában, Whitley megyében, melynek megyeszékhelye is. Lakosainak száma 5326 fő (2020. április 1.).

## Népesség
A település népességének változása:

| 2010 | 5 245 |
| 2020 | 5 326 |